# Rue Sophie-Germain (Orsay)
Pour l’article homonyme, voir Rue Sophie-Germain.
La rue Sophie-Germain est une voie du quartier du Moulon, à Orsay (Essonne) en région Île-de-France.

## Situation et accès
Construite dans le cadre de l'aménagement du quartier du Moulon par l'Établissement public d'aménagement Paris-Saclay (EPAPS) dans les années 2010, la rue Sophie-Germain se situe sur les hauteurs de la commune d'Orsay, au sein du quartier de Moulon.
Elle est une des voies les plus importantes du quartier, permettant de joindre l'IUT d'Orsay, membre de l'Université Paris-Saclay. 
Les lignes 7, 9, 91.06 (direction gare du Guichet) et 91.08 du réseau de bus Paris-Saclay desservent l'arrêt Université Paris-Saclay rue Sophie-Germain, ce qui en fait un important centre de correspondance du plateau de Saclay. La ligne 7, reliant la gare RER B d'Orsay-Ville au plateau du Moulon - Corbeville fait également une halte à l'arrêt Lieu de Vie.  

## Origine du nom
La voie est nommée en hommage à Sophie Germain, mathématicienne, physicienne et philosophe du début du XIXe siècle.